# صليب القديس بطرس

صليب بطرس هو صليب لاتيني معكوس

صليب القديس بطرس أو صليب بيتران هو صليب لاتيني مقلوب، يستخدم تقليديًا كرمز مسيحي ، ولكن في الآونة الأخيرة يستخدم أيضًا كرمز معادٍ للمسيحية. في المسيحية، يرتبط باستشهاد بطرس الرسول. ينشأ الرمز من التقليد الكاثوليكي الذي عندما حكم عليه بالإعدام، طلب بطرس أن يكون صليبه مقلوبًا، لأنه شعر أنه لا يستحق أن يُصلب بنفس الطريقة التي صُلب بها يسوع. ويرتبط الصليب البيريني أيضًا بالبابوية، مما يعكس الاعتقاد الكاثوليكي بأن البابا هو خليفة بيتر مثل أسقف روما.

## في المسيحية

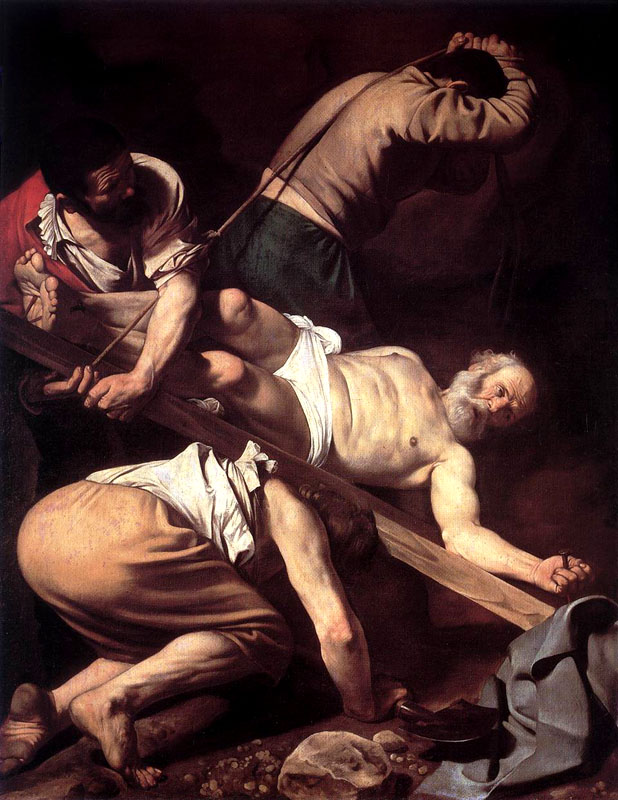
صلب القديس بطرس كارافاجيو، 1601

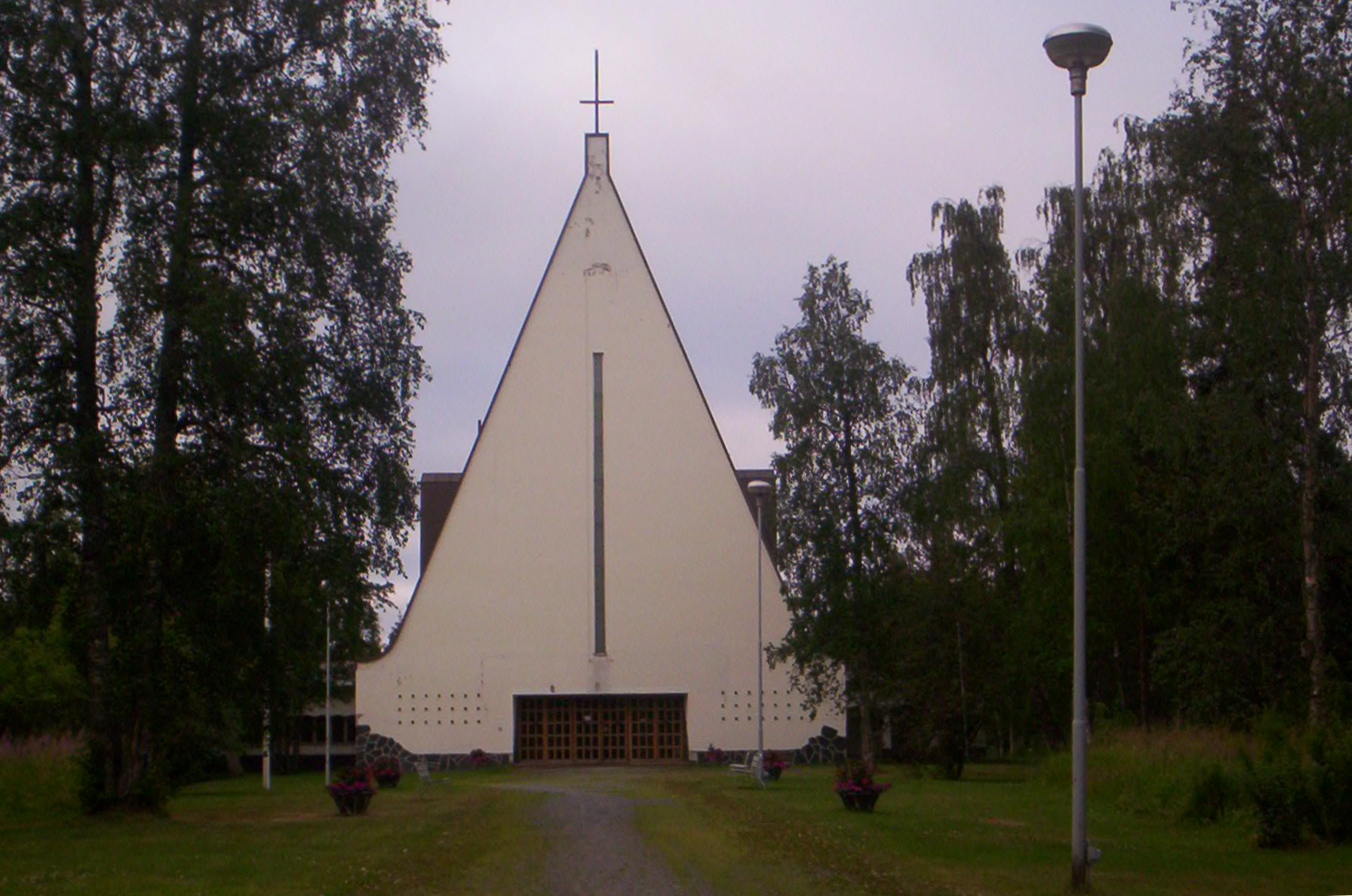
صليب بطرس على كنيسة لوثرية

أصل الرمز يأتي من التقليد الكاثوليكي بأن بطرس الرسول صُلب رأساً على عقب،  كما أخبر أوريجانوس الإسكندرية. يظهر التقليد لأول مرة في "استشهاد بطرس"، وهو نص مجزأ وجد في أعمال بطرس المزورة، ولكن ربما يسبقها، والذي كتب في موعد لا يتجاوز 200 م. كان لا يستحق أن يُصلب بنفس الطريقة التي مات بها يسوع. على هذا النحو، يستخدم بعض الكاثوليك هذا الصليب كرمز للتواضع وعدم الجدارة مقارنة بيسوع.
وفقا للكاثوليكية الرومانية، البابا هو خليفة بطرس مثل أسقف روما. لذلك، غالبًا ما يتم تمثيل البابوية برموز يتم استخدامها أيضًا لتمثيل بيتر، أحد الأمثلة هو مفاتيح السماء وآخر صليب بيتر. 